# Leonid Mikhailovich Sandalov
Leonid Mikhailovich Sandalov (tiếng Nga: Леонид Михайлович Сандалов; 10 tháng 4 năm 1900, - 23 tháng 10 năm 1987) là một nhà lãnh đạo quân đội Liên Xô, hàm Thượng tướng. Ông được đánh giá là một nhà phân tích quân sự và tài năng, giàu năng lực. Ông được công nhận là công dân danh dự của Vichuga, Kobrin và Riga.

## Tuổi trẻ
Ông sinh ngày 28 tháng 3 (10 tháng 4) năm 1900 tại làng Bisirikha, huyện Kineshemsky, tỉnh Kostroma (năm 1925, làng Bisirikha trở thành một phần của thành phố Vichuga, vùng Ivanovo) trong một gia đình thợ dệt. Anh ấy đã tốt nghiệp một trường tiểu học hai lớp.
Từ năm 1913 đến năm 1918, ông làm thợ kéo sợi, sau đó là kế toán ở một nhà máy dệt.

## Trong cuộc nội chiến
Vào tháng 4 năm 1919, ông tham gia Komsomol, ông được gửi đến Hồng quân và tham gia các khóa học chỉ huy ở Ivanovo-Voznesensk.
Sau khóa huấn luyện, ông tham gia vào cuộc nội chiến. Năm 1920, ông chiến đấu trên mặt trận Turkestan và Nam, tham gia các trận chiến ở vùng Volga, sau đó ở Crimea chống lại quân đội của Tướng P. N. Wrangel.

## Giữa hai chiến tranh thế giới
Năm 1934, ông tốt nghiệp Học viện Quân sự Frunze.
Năm 1936-1937 ông là học viên khóa đầu tiên của Học viện Bộ Tổng Tham mưu Hồng quân.
Từ tháng 9 năm 1937 đến tháng 8 năm 1940 ông phục vụ tại bộ chỉ huy Quân khu Belarus. Ngày 4 tháng 11 năm 1938, ông được phong quân hàm “Đại tá”.
Tháng 8 năm 1940 - tháng 6 năm 1941, ông giữ chức tham mưu trưởng Tập đoàn quân 4 thuộc Quân khu đặc biệt Belarus (phía Tây).

## Trong chiến tranh vệ quốc vĩ đại
Thành viên của Chiến tranh Vệ quốc Vĩ đại kể từ ngày 22 tháng 6 năm 1941. Từ tháng 6 đến tháng 8 năm 1941, Đại tá Sandalov là tham mưu trưởng Tập đoàn quân 4 của Phương diện quân Tây. Bất chấp sự kháng cự tuyệt vọng của nhiều đơn vị, tập đoàn quân 4 đã bị tổn thất nặng nề trong trận chiến biên giới Bialystok-Minsk
Ngày 8-24 tháng 7 năm 1941 ông là quyền chỉ huy tạm thời của Tập đoàn quân số 4 của Phương diện quân Tây. Dưới sự chỉ huy của Sandalov, việc rút lui của Tập đoàn quân số 4 bị đình chỉ, một tuyến phòng thủ được tạo ra trong khu vực Propoisk, từ đó các cuộc phản được thực hiện chống lại quân đội của tướng Đức Guderian. Ngày 25 tháng 7, Phương diện quân Trung tâm được thành lập, sở chỉ huy được lập trên cơ sở sở chỉ huy của Tập đoàn quân 4. Bản thân Tập đoàn quân 4 đã bị giải tán, các đơn vị trực thuộc được chuyển giao cho Tập đoàn quân 13 của Phương diện quân Trung tâm.
Vào tháng 7 đến tháng 8 năm 1941, ông là tham mưu trưởng của Phương diện quân Trung tâm, lúc đó đang tiến hành chiến dịch phòng thủ Gomel. Từ ngày 28 tháng 8 đến ngày 13 tháng 10 năm 1941, ông là trưởng phòng tác chiến của sở chỉ huy Phương diện quân Bryansk. Trong chiến dịch tấn công Roslavl-Novozybkov, ông chỉ đạo các hoạt động của sườn phía nam của quân tiền phương từ một sở chỉ huy phụ trợ. Từ ngày 14 tháng 10 đến ngày 28 tháng 11 năm 1941 ông là Tham mưu trưởng Phương diện quân Bryansk. Tại đây, ông phải chỉ huy việc rút quân khỏi vòng vây và khôi phục lại tuyến phòng thủ sau thất bại của quân tiền phương trong chiến dịch phòng thủ Orel-Bryansk ở giai đoạn đầu của trận đánh chiếm Mátxcơva.
Từ 29 tháng 11 năm 1941 đến tháng 9 năm 1942, ông làm Tham mưu trưởng Tập đoàn quân 20 Phương diện quân Tây.

## Danh hiệu và giải thưởng
- Huân chương Lenin (3 lần; 1943,1945,1970)
- Huân chương Cờ đỏ (4 lần; 1942, 1943, 1944, 1950)
- Huân chương Suvorov, hạng 1 (23 tháng 5 năm 1945)
- Huân chương Kutuzov, hạng 1 (27 tháng 8 năm 1943)
- Huân chương Sao Đỏ (22 tháng 2 năm 1941)
- Huân chương Chiến tranh Vệ quốc hạng 1 (1985)
- Huân chương Cách mạng Tháng Mười (1980)